# شلل القراد
شلل القراد هو المرض الوحيد الذي ينقله القراد دون أن يكون ناتجًا عن كائن حي معدي. ينتج هذا المرض عن سم عصبي تفرزه الغدة اللعابية للقراد. تنقل القرادة السم إلى مضيفها بعد الالتصاق به لمدة طويلة، ويمكن أن يعاني المرضى من ضيق تنفس شديد يشبه نوبات الحساسية المفرطة.

## العلامات والأعراض
ينتج شلل القراد عن حقن مادة سامة من الغدد اللعابية للقراد في جسم المضيف أثناء امتصاصه للدم. يسبب هذا السم أعراضًا حادة في غضون 2-7 أيام، تبدأ بضعف في كلا الساقين يتطور إلى شلل، ثم يصعد الشلل إلى الجذع والذراعين والرأس خلال ساعات وقد يؤدي إلى قصور في الجهاز التنفسي والوفاة. يمكن أن يظهر المرض في بعض الحالات على شكل ترنح حاد دون ضعف في العضلات أو شلل.
قد يبلغ المرضى عن أعراض حسية خفيفة، مثل التنميل الموضعي، لكن العلامات الجهازية عادة ما تكون غائبة، ويمكن أن يحدث شلل العين أو شلل بصلي في بعض الحالات. يظهر مخطط كهربائية العضلات عادةً انخفاضًا متفاوتًا في عمل العضلات المركبة، ولكن لا يوجد شذوذ في دراسات التحفيز العصبي المتكرر. يبدو أن هذه ناتجة عن فشل إطلاق الأسيتيل كولين على مستوى نهاية العصب الحركي، وقد يكون هناك خلل في سرعة توصيل الأعصاب الحركية أيضًا.

## طريقة تطور المرض
يُعتقد أن شلل القراد ناتج عن السموم الموجودة في لعاب القراد التي تدخل مجرى الدم أثناء امتصاص القراد لدم المضيف. أكثر أنواع القراد ارتباطًا بشلل القراد في أمريكا الشمالية هما قراد خشب وقراد الكلب الأمريكي، ومع ذلك فقد تبين أن 43 نوعًا من القراد يمكن أن تسبب أمراضًا للبشر. تحدث معظم حالات شلل القراد في أمريكا الشمالية من أبريل إلى يونيو، عندما يخرج القراد البالغ من السبات ويبحث عن مضيفين للغذاء، أما في أستراليا، يحدث شلل القراد بسبب أنواع مختلفة من القراد، وقد سُجلت 20 وفاة في ثمانينيات القرن الماضي بسبب شلل القراد في أستراليا.
يحدث شلل القراد عندما تنتج أنثى القراد الحاملة للبيوض سمًا عصبيًا في غددها اللعابية وتنقله إلى مضيفها أثناء امتصاص الدم. أشارت التجارب إلى أن أكبر كمية من السم تنتج بين اليوم الخامس والسابع من التعلق بالمضيف، ومع ذلك يختلف هذا التوقيت بحسب نوع القراد.
يختلف شلل القراد عن داء لايم وداء إيرليخ وداء البابسيات التي تنتج عن الانتشار الجهازي لطفيليات ينقلها القراد إلى المضيف بعد فترة طويلة من اختفاء القراد، أما في مرض شلل القراد يحدث شلل كيميائي، وبمجرد إزالة القراد تختفي الأعراض بسرعة، ولكن في بعض الحالات يمكن أن يحدث شلل عصبي شديد وقد يكون قاتلًا قبل أن يدرك الشخص وجود القراد.

## التشخيص
يعتمد التشخيص على الأعراض السريرية وعلى العثور على القرادة التي تلتصق على فروة الرأس عادةً، أما في حال عدم العثور على القراد فإن التشخيص التفريقي يشمل متلازمة غيلان باريه. تشمل العلامات الباكرة لشلل القراد عند الحيوانات تغير الصوت أو ضعف في الطرفين الخلفيين أو إقياء.

## الوقاية
لا يتوفر لقاح بشري حاليًا لأي مرض ينقله القراد، باستثناء التهاب الدماغ. لذلك يجب على الأفراد اتخاذ احتياطات كافية عند دخول المناطق الموبوءة بالقراد، خاصة في فصلي الربيع والصيف. تشمل الإجراءات الوقائية تجنب الممرات المليئة بالنباتات الكثيفة، وارتداء الملابس ذات الألوان الفاتحة التي تتيح رؤية القراد بسهولة أكبر، وارتداء السراويل الطويلة والأحذية المغلقة من الأمام.